# Lilltjärnen (Burträsks socken, Västerbotten, 714817-171688)
Lilltjärnen är en sjö i Skellefteå kommun i Västerbotten och ingår i Rickleåns huvudavrinningsområde.